# Clytra novempunctata
Clytra novempunctata es un coleóptero de la familia Chrysomelidae. Fue descrita científicamente por primera vez en 1808 por G.A. Olivier.